# HNLMS K XVIII
Le HNLMS K XVIII ou Zr.Ms. K XVIII est un sous-marin de la classe K XIV en service dans la Koninklijke Marine (Marine royale néerlandaise) pendant la Seconde Guerre mondiale.

## Historique
Le sous-marin est mis sur cale à Rotterdam au chantier naval Wilton-Fijenoord le 10 juin 1931, lancé le 27 septembre 1932 et mis en service dans la marine néerlandaise le 23 mars 1934. Du 20 juin au 1er août 1934, les K XVIII, K XVII, Hertog Hendrik, Evertsen et Z 5 naviguent en mer Baltique. Les navires visitent les villes de Gdynia, Königsberg, Riga et Copenhague.
Le 14 novembre 1934, le submersible rejoint les Indes néerlandaises qu'il atteint le 11 juillet 1935 à Surabaya. Au cours de ce voyage, Felix Andries Vening Meinesz effectue des mesures de gravité, comme il l'avait déjà fait à bord de l'USS S-21 dans les Caraïbes. Le 6 septembre 1938, il participe à une revue de la flotte à Surabaya, en l'honneur de la reine néerlandaise des Pays-Bas Wilhelmine, célébrant sa quarantième année à la tête de l'État. Plus de vingt navires de la marine ont participé à la revue.
Pendant la guerre, le K XVIII coula plusieurs navires japonais. Le 24 janvier 1942, le submersible est gravement endommagé par des charges de profondeur japonais et est contraint de retourner à Surabaya pour y être réparé. Lors de ses réparations, il est sabordé le 2 mars 1942 pour éviter qu'il ne tombe entre les mains des Japonais. Le K XVIII est renfloué par les Japonais en 1944 et converti en piquet d'avertissement aérien et déployé dans le détroit de Madura. Le 16 juin 1945, la carcasse est coulée par le sous-marin britannique Taciturn.

## Commandants
- Luitenant ter zee 1e klasse (Lt.Cdr.) Carel Adrianus Johannes van Well Groeneveld du 21 août 1939 au 2 décembre 1941
- Luitenant ter zee 1e klasse (Lt.Cdr.) Carel Adrianus Johannes van Well Groeneveld du 4 janvier 1942 au 2 mars 1942

## Palmarès
Navires coulés et endommagés par le K XVIII.
| Date               | Nom          | Nationalité | Type                                   | Tonnage    | Destin    |
| ------------------ | ------------ | ----------- | -------------------------------------- | ---------- | --------- |
| 23 janvier 1942    | ?            | Japon       | Destroyer                              | 1 400      | Coulé     |
| 23/24 janvier 1942 | Tsuruga Maru | Japon       | Navire cargo                           | 6 988      | Coulé     |
| 24 janvier 1942    | P 37 ou # 12 | Japon       | Patrouilleur ou chasseur de sous-marin | 935 ou 291 | Endommagé |